# Школьный звонок
Школьный звонок — устройство, которое используют в школах для подачи сигнала о начале и конце урока (такой сигнал также называется звонком), а также для подачи сигнала тревоги. Каждая школа, как правило, оснащена несколькими звонками, но в небольших сельских школах может использоваться один-единственный звонок; в некоторых школах звонковое устройство находится в каждом классе. В современных школах используются электрические звонки, автоматически срабатывающие по расписанию. Система автоматизации подачи звонков называется часофикацией.
В спецшколах, где учатся дети с нарушениями слуха, помимо звонков используются ручные и световые сигналы.

## История
Способ обозначения уроков звонком, как и значительная часть концепции школьного образования, был придуман Яном Амосом Коменским. Первоначально такие звонки подавались учителем с помощью ручного колокольчика, небольшого настольного колокола или гонгa.
В середине XIX века был изобретён электрический звонок, и в некоторых школах появились такие устройства. Изначально, как и в случае с колоколом, сигнал подавался вручную (замыканием цепи звонка). В XX веке в школах и на предприятиях стала распространяться часофикация — система автоматической подачи сигналов.
В конце двадцатого века стали появляться музыкальные звонки, не издающие «механический» звон, а воспроизводящие мелодии. Системы часофикации стали более продвинутыми, в частности, стало возможно организовать в школе единую систему оповещения с подключёнными к ней динамиками в каждом кабинете, через которые, помимо звонков, может подаваться сигнал тревоги, музыка для зарядки, объявления для учителей и т. д. Тем не менее, обычные электрические звонки остаются наиболее распространёнными, а в некоторых небольших школах всё ещё используются колокола. В наименее развитых странах в качестве звонка может использоваться гонг кустарного производства.

## Конструкции и эксплуатация

### Колокол

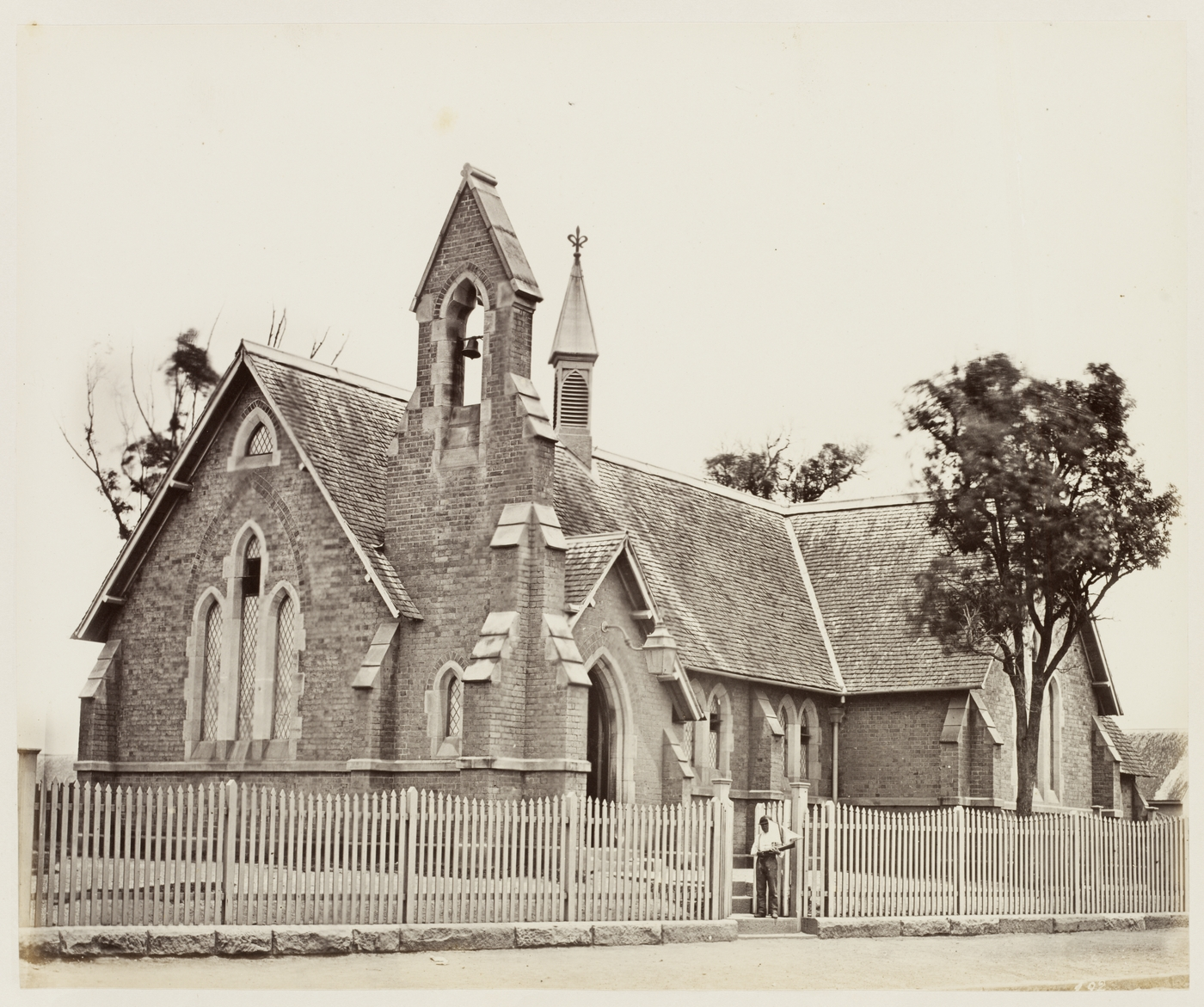
Школа в Сиднее, 1872 год. Видна башенка с колоколом

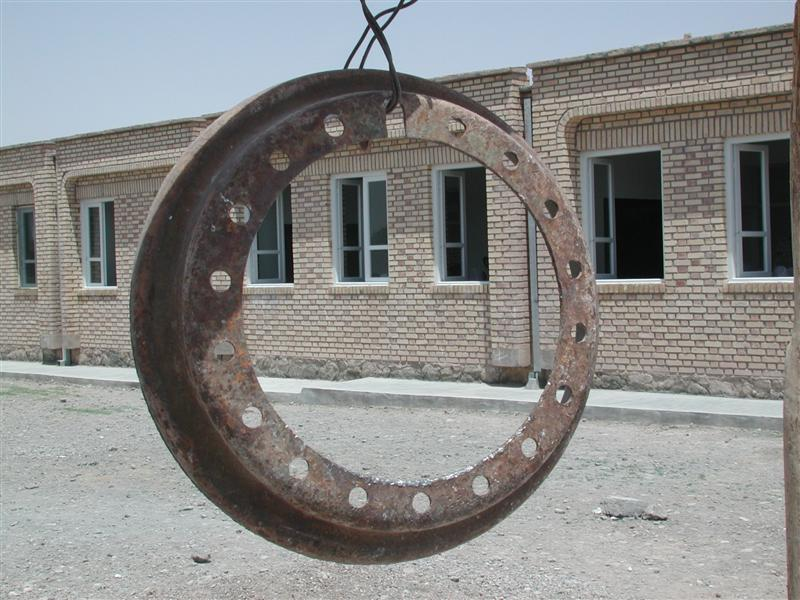
Школа в провинции Герат, Афганистан. В качестве звонка используется гонг, сделанный из колёсной ступицы

Во многих небольших школах, особенно в сельской местности, в качестве школьного звонка используется колокол, размещённый на школьном дворе или в специальном сооружении на крыше школы. Звонки подаются вручную. Существуют электрические приводы, автоматически раскачивающие колокол по расписанию.

### Электрический (электромагнитный) звонок

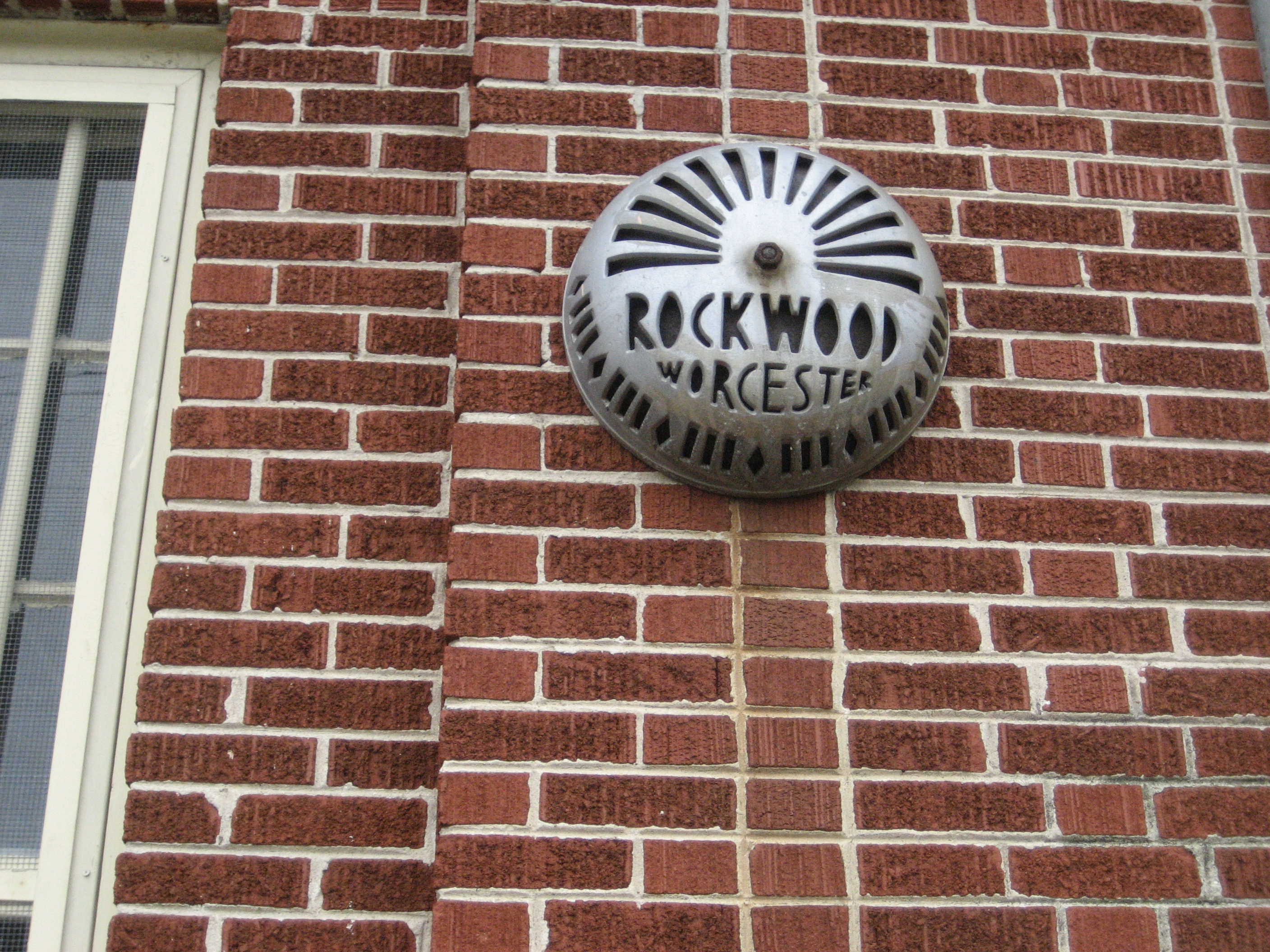
Электрический звонок в Our Lady Star of the Sea School, Новый Орлеан

Этот тип звонка является наиболее распространённым, типичная конструкция — с двумя «чашками» (англ. double-gong bell). Официальное название — звонок громкого боя электрический двухчашечный. В СССР с 1960-х годов школы массово оснащались звонками модели МЗ-1 и ее дальнейшими модификациями МЗ-2 и МЗМ-1, многие из которых продолжают работать и в настоящее время. Как правило, на каждом этаже школы под потолком размещается одно такое устройство, чтобы его звук был слышен во всех кабинетах. Продолжительность звонка составляет 10-15 сек. Во многих школах, помимо стандартного оповещения о начале/конце урока, с помощью такого устройства подаются дополнительные сигналы: три коротких звонка — на здание осуществлено вооружённое нападение, два коротких и один длинный звонок — пожарная тревога и эвакуация.
Первоначально подача сигнала осуществлялась нажатием кнопки: пока кнопка удерживалась нажатой, раздавался звон. Занимался этим дежурный учитель, вахтёр или секретарь. Во избежание хулиганства кнопка находилась в запираемом помещении под надзором. Недостаток такой системы — необходимость ответственного лица строго следить за временем, а также возможность несанкционированной подачи звонка школьными хулиганами. В настоящее время почти все школы часофицированы, и звонки подаются автоматически. Во многих школах звонки подключены к пожарной сигнализации.
В отсутствие компьютерной системы часофикации она может быть обеспечена механически — с помощью первичных и вторичных часов. Первичные часы — механическое устройство, механизм которого, помимо собственно часовой функции, способен замыкать и размыкать электроцепь по расписанию. Например, в советских часах «Стрела ЭВЧС-24» для этого используется 24-часовой диск с 288 отверстиями и дополнительный недельный диск с 7 отверстиями, позволяющий отключить работу сигналов в соответствующие дни. Штифт, вставленный в отверстие, в назначенное время замыкает цепь, нагревающую металлическую пластину, которая мгновенно расширяется, выгибается, касается контакта и замыкает вторичную цепь (при этом первичная цепь размыкается, пластина за 5-20 секунд остывает и приходит в исходное положение, что приводит к размыканию вторичной цепи). Вторичная цепь, в свою очередь, подаёт ток на звонки.

### Музыкальный звонок
Музыкальные звонки способны воспроизводить мелодию, встроенную в их память. Большинство устройств такого типа воспроизводят MIDI-мелодии из стандартного набора, а режим их работы настраивается аналогично электромагнитным звонкам либо через компьютер. Возможна организация удалённого управления таким звонком.
Наиболее современная система — подача звонков через динамики, размещённые в каждом классе. Через эти же динамики можно подавать музыку для зарядки перед первым уроком или во время школьных праздников, сигнал тревоги, объявления и т. д., причём необязательно во все сразу, а только в некоторые выбранные кабинеты. В школе организуется «радиорубка», из которой и ведётся управление такой системой, а дежурство в ней осуществляют ученики старших классов; как правило, на столь ответственный пост отправляют отличников. В некоторых школах такая система развивается в полноценное школьное радио со своей ученической редакцией, а вещание этого радио осуществляется на переменах. 
В школах Эстонии в качестве звонков используются лёгкие «электронные» мелодии или фрагменты популярных песен, которые каждая школа выбирает сама.

## Хулиганство с применением звонка
Иногда в России ученики из хулиганских побуждений (с целью сорвать урок, организовать ложную тревогу или просто подшутить) пытаются спровоцировать звенение звонка в неположенное время. В источниках отмечаются следующие способы:
- Нажатие кнопки, если звонки в школе управляются вручную. Поскольку эта кнопка обычно находится под надзором вахтёра или учителя, то его требуется отвлечь или дождаться, пока он отлучится. Это делается силами двоих или более сговорившихся учеников, как правило, из разных классов, поскольку учителя запрещают выходить на уроке двоим одновременно. Доступ к этой кнопке — важная часть шуточного «плана по захвату школы». Впрочем, в настоящее время звонки с ручным управлением встречаются крайне редко, поэтому такой план стал невозможен.
- Хакерская атака на школьную систему часофикации. Способ возможен, если она подключена к компьютерной сети или если звонки поддерживают беспроводное управление. Для взлома могут использоваться снифферы и программы типа Intercepter-ng и Cain&Abel. Вычислить хулигана в этом случае довольно трудно, требуются специалисты в области информационной безопасности (учитель информатики таковым не является). Особенно эффективен такой способ в школах с радиосистемой, ведь в этом случае в неё можно подать какую угодно аудиозапись, а заподозрят в хулиганстве в первую очередь дежурных по радиоузлу[8][9].
- Имитация звонка прямо в классе во время урока. Для этого в настоящее время используются соответствующие приложения для смартфонов, раньше использовались будильники и колокольчики. Данный метод легко распознаётся учителем на слух и приводит лишь к замечанию в адрес шутника. Более продвинутый способ: выйти во время урока якобы в туалет и прозвонить под дверью другого класса, что вполне может быть принято за настоящий звонок[10]. Такой способ нарушения дисциплины описан в стихотворении «Как вести себя в школе»:

Чем занять себя – не знаю.

Может, посвистеть в свисток,

Чтоб подумали: «Звонок!»?

## Критика и отказ от звонков
Многие педагоги, родители и учащиеся сравнивают современную российскую школу с тюрьмой, наносящей вред психике и здоровью детей. Звонок ассоциируется с фразой «отсидеть от звонка до звонка». 
В апреле 2010 радикальная исламская группировка Харакат аш-Шабаб запретила использование школьных звонков в Сомали, поскольку, по мнению исламистов, они напоминают звук христианских церковных колоколов.
В октябре 2010 в школе Mackie Academy Стонхейвена, Великобритания, школьные звонки были запрещены, поскольку они якобы взбудораживают учеников и делают их беспокойными. Кроме того, отмена звонков повышает личную ответственность и внимание школьников, учит их самостоятельно следить за временем. Впоследствии такое же решение было принято ещё в нескольких школах Великобритании.
В финских школах после реформы 2016 года отсутствуют уроки в привычном понимании этого слова. Соответственно, звонки были отменены, поскольку стали не нужны.

## В культуре
Школьный звонок считается одним из важнейших атрибутов школы, поэтому он фигурирует во многих связанных с учёбой произведениях искусства, а также встречается на эмблемах школ.
Мероприятия
- Первый звонок — школьное мероприятие, организуемое 1 сентября для первоклассников, только что пошедших в школу.
- Последний звонок — школьное мероприятие, обозначающее окончание учёбы в школе.

При организации этих мероприятий используется символический звонок — колокольчик с бантом. Первого сентября в российских школах право первого звонка предоставляется одному из первоклассников (чаще — первокласснице) и одиннадцатикласснику-отличнику, удерживающим колокольчик за рукоятку одновременно, что символизирует преемственность и бесконечность школьного конвейера.
В литературе
- Детские стихи про школьный звонок